# Doucy-en-Bauges
Doucy-en-Bauges là một xã thuộc tỉnh Savoie trong vùng Auvergne-Rhône-Alpes ở đông nam nước Pháp.